# Beef on weck sandwich

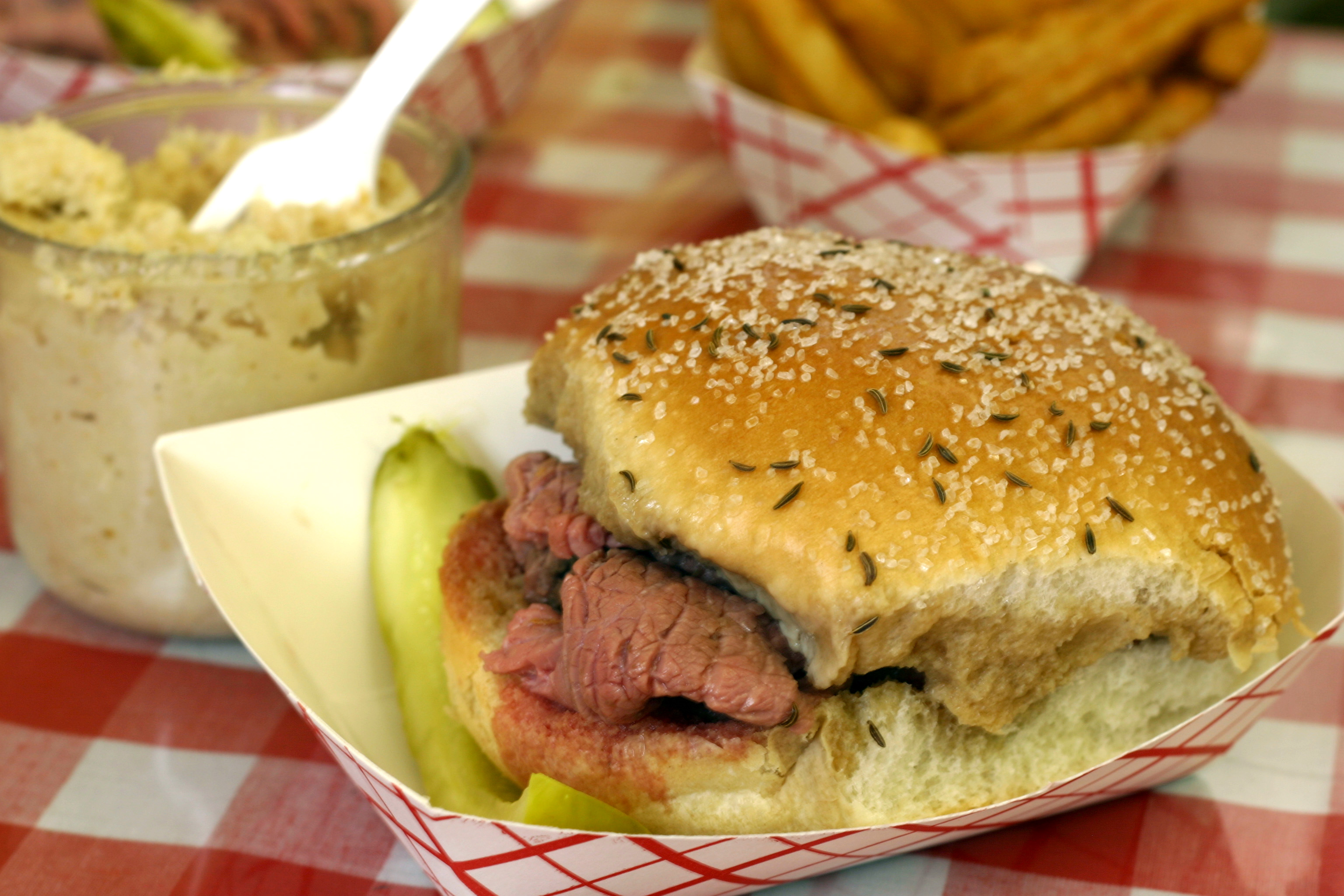
Un beef on weck sandwich tradicional.

El beef on weck sandwich es un sándwich hecho con rosbif sobre un panecillo kummelweck, tradicional del oeste de Nueva York. La carne del sándwich suele servirse cortada fina y hecha vuelta y vuelta, mojándose la parte de arriba del panecillo con su jugo. Se acompaña con rábano picante, pepinillo y patatas fritas.
El kummelweck da al sándwich su nombre y su sabor distintivo. El kummelweck es un panecillo parecido al Kaisersemmel, pero cubierto con sal kosher y semillas de alcaravea (kümmel en alemán; weck significa ‘panecillo’ en los dialectos del sureste de Alemania, regiones de Baden y Suabia). El sándwich fue introducidos en nuevas regiones de los Estados Unidos gracias a los movimientos migratorios.

## Origen
El origen e historia del beef on weck sandwich no se conoce con certeza. Se cree que un panadero alemán llamado William Wahr, que se piensa había emigrado de la Selva Negra alemana, creó el kummelweck mientras vivía en Búfalo (Nueva York). Se dice que el propietario de un pub local empleaba el kummelweck para crear el sándwich, creyendo que la sal que lo cubría haría que sus clientes bebieran más.

## Preparación
Un beef on weck sandwich típico se hace con rosbif asado vuelta y vuelta lentamente que se corta a mano en lonchas finas para aportar unos 2 cm de carne. La cara de miga de la parte superior del panecillo puede mojarse con jugo de asar la carne. Suele acompañarse de rábano picante para que el comensal lo añada al sándwich a su gusto. La guarnición tradicional del sándwich son patatas fritas y pepinillo kosher.

## Popularidad
El beef on weck sandwich ha sido popular regionalmente desde hace mucho, y ha ganado seguidores en otras zonas de Estados Unidos en las que ha sido introducido. Los emigrantes del oeste de Nueva York han llevado consigo la receta, exportándola a las regiones a las que han llegado. También ha sido presentado en varios programas de cocina, incluyendo el especial de la PBS Sandwiches That You Will Like. Bobby Flay, Rachael Ray, Anthony Bourdain y otros cocineros han incluido el beef on weck sandwich, o alguna variante, en sus programas de televisión.
La cadena de restaurantes estadounidense Buffalo Wild Wings fue fundada por antiguos residentes de la zona oeste de Nueva York, siendo su nombre original Buffalo Wild Wings and Weck, o BW3  (siendo la tercera W de weck). La cadena ya no sirve el sándwich fuera de la zona oeste de Nueva York y ya no usa el nombre original, pero mantiene la W extra en su abreviatura.